# Maisons-en-Champagne
Maisons-en-Champagne település Franciaországban, Marne megyében. Lakosainak száma 551 fő (2022. január 1.). Maisons-en-Champagne Pringy, Blacy, Coole, Drouilly, Loisy-sur-Marne és Sompuis községekkel határos.

## Népesség
A település népességének változása:
| Lakosok száma | 327  | 388  | 436  | 444  | 522  | 525  | 532  | 539  | 541  | 551  |
|               | 1968 | 1982 | 1990 | 2006 | 2013 | 2015 | 2017 | 2019 | 2020 | 2022 |